# Calamonaci
Calamonaci là một đô thị của tỉnh Agrigento ở vùng Sicilia, có vị trí cách khoảng 70 km về phía nam của Palermo và khoảng 35 km về phía tây bắc của Agrigento. Vào thời điểm ngày 31 tháng 12 năm 2004, đô thị này có dân số 1.468 người và diện tích là 32.6 km².
Đây là một đô thị với ngành trồng hạnh nhân, olive, nho, chanh cam, nuôi ong mật.
Calamonaci giáp các đô thị sau: Bivona, Caltabellotta, Lucca Sicula, Ribera, Villafranca Sicula.